# Moésio Loiola
Moésio Loiola de Melo (Groaíras, 4 de abril de 1951) mais conhecido como Moésio Loiola é um empresário e político brasileiro filiado ao Partido Socialista Brasileiro, foi Deputado Estadual pelo Ceará entre 1991 e 2012 e atualmente é prefeito de Campos Sales, cargo para qual fora eleito em 2024, tendo exercido o mesmo anteriormente entre 2013 e 2021. 
Filho de Francisco Ximenes de Melo, comerciante e agricultor, e de Felisbela Benvinda Loiola de Melo, é o último dos nove filhos do casal.

## Biografia
Radialista e empresário de rádio, iniciou os seus estudos em Sobral. Em 1960, com apenas nove anos de idade, ingressou no rádio pelas mãos do tio monsenhor Sabino Guimarães Loiola, principal acionista da Rádio Educadora de Sobral, como operador de áudio passando depois a ser locutor de programas sertanejos e esportivos.
Aos 19 anos veio para Fortaleza, onde continuou os seus estudos e o trabalho no rádio, sua grande paixão, prestando serviços nas rádios Dragão do Mar e Uirapuru, duas grandes escolas para sua vida profissional. Anos mais tarde, em 1982, passou de radialista a empresário de rádio, ao comprar a Rádio Assunção Cearense. Foi o rádio o responsável por sua interação social e pública, levando-o à carreira política.
Em 1986 foi candidato pela primeira vez a deputado estadual pelo Ceará, no Partido do Movimento Democrático Brasileiro (PMDB), ficando na suplência. Assumiu como titular em 1988, permanecendo até o final do mandato, em 1989, e participou da Assembleia Constituinte que elaborou e promulgou a Constituição Política do Estado do Ceará. Reelegeu-se com votações expressivas nas cinco eleições seguintes: 1990, 1994, 1998, 2002 e 2006, sempre pelo Partido da Social Democracia Brasileira (PSDB).
Sua carreira política o levou a ocupar na assembleia importantes funções: foi presidente das Comissões de Orçamento, Finanças e Tributação (1993/1994), e do Trabalho, Administração e Serviços Públicos (1997/1998 e 2001/2002). Foi presidente da Comissão de Defesa do Consumidor por três mandatos seguidos: 2003/2004, 2005/2006, 2007/2008.
Foi eleito prefeito da cidade de Campos Sales em 2012, pelo Partido Social Democrático (PSD), vencendo os candidatos Major Hermann do Partido Trabalhista Brasileiro (PTB), e Dorgival Lins do Partido dos Trabalhadores (PT).